# カレンノ
カレンノ（伊: Carenno）は、イタリア共和国ロンバルディア州レッコ県にある、人口約1,400人の基礎自治体（コムーネ）。

## 地理

### 位置・広がり
レッコ県のコムーネ。県都レッコから南東へ8kmの距離にある。

#### 隣接コムーネ
隣接するコムーネは以下の通り。
- カロルツィオコルテ
- コスタ・ヴァッレ・イマーニャ (BG)
- エルヴェ
- サントモボーノ・テルメ (BG)
- トッレ・デ・ブージ (BG)

### 気候分類・地震分類
気候分類では、zona E, 2971 GGに分類される。
また、イタリアの地震リスク階級 (it) では、zona 3 (sismicità bassa) に分類される。

## 行政

### 分離集落
カレンノには、以下の分離集落（フラツィオーネ）がある。
- Boccio, Colle di Sogno
- Località: Cà d'Assa, Forcella Alta, Montebasso, il Pertus

### 山岳部共同体
レッコ県とベルガモ県にまたがる広域自治体「ラーリオ・オリエターレ＝ヴァッレ・サン・マルティノ山岳部共同体」  (it:Comunità montana Lario Orientale - Valle San Martino)  （事務所所在地: ガルビアーテ）を構成する自治体のひとつである。